# Marta of the Lowlands
Marta of the Lowlands és una pel·lícula estatunidenca dirigida per J. Searle Dawley, estrenada el 5 d'octubre de 1914, per Paramount Pictures. Es tracta de l'adaptació cinematogràfica de Terra baixa d'Àngel Guimerà.

## Repartiment
- Bertha Kalich com a Marta
- Wellington An. Playter com a Manelic
- Hal Clarendon com a Sebastià
- Frank Holanda com a criat de Sebastià
- Lillian Kalich com a Nuri

## Estat de preservació
- La pel·lícula es considera perduda.[3]